# Llover más que cuando enterraron a Zafra
Llover más que cuando enterraron a Zafra es una expresión que significa llover mucho.
Hay dos versiones acerca del origen del dicho, una granadina y otra extremeña, si bien en ambos casos aparece una maldición gitana.

## Versión granadina

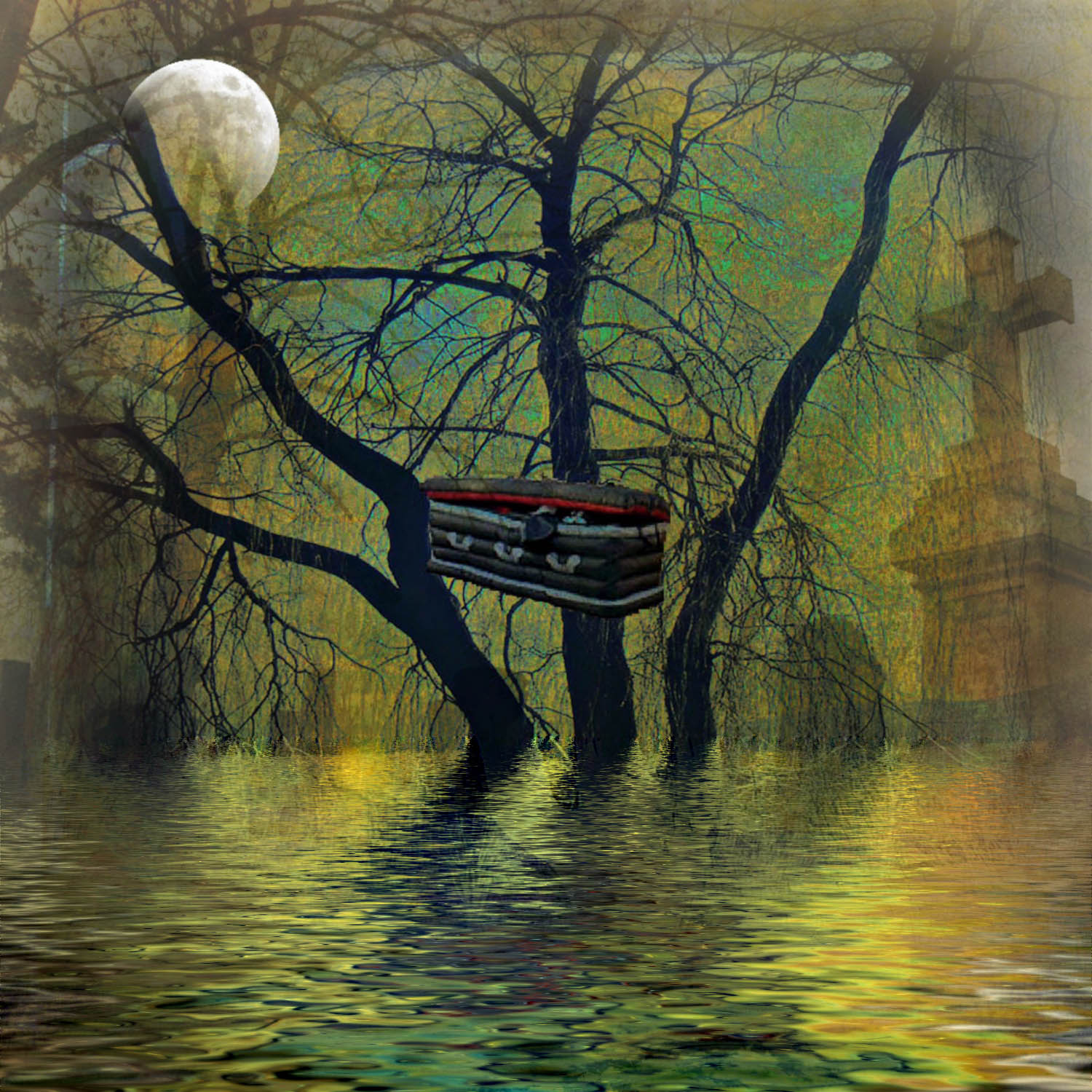
Según la leyenda el ataúd fue arrastrado por las aguas.

En esta versión Zafra es un caballero granadino cuyo hijo se enamoró de una gitana. El padre, César de Zafra, descontento con esta relación desvió la acequia de san Juan, que pasaba por sus tierras y dejó sin agua a los habitantes de la parte inferior del río Darro. La gitana, enfadada, le lanzó una maldición: "Permita Dios que el agua lo entierre" y en efecto, cuando murió el caballero fue tal la tromba de agua que cayó que el río se desbordó, llevándose el ataúd por delante.

## Versión extremeña
En la versión extremeña, el protagonista es el conde de Zafra el cual, cuando la sequía estaba causando estragos por la villa allá por el 1460, prohibió a los habitantes coger agua de su fuente, a pesar de que era la única de la ciudad que no estaba seca. Una gitana hizo caso omiso de esta prohibición y fue castigada a recibir tantos azotes como pedazos quedaron tras tirar el cántaro al suelo, que resultaron ser siete. La gitana le maldijo diciéndole que así como ella había recibido siete golpes, así él moriría en siete días y que tanta agua tendría que podría navegar sobre ella. En efecto, el conde murió a la semana siguiente y se desató una tormenta tan fuerte que se llevó al cadáver con su ataúd.